# Donji Stupnik
 Donji Stupnik  falu Horvátországban Zágráb megyében. Közigazgatásilag Stupnik községhez tartozik.

## Fekvése
Zágráb központjától 12 km-re délnyugatra, az A1-es autópálya és a Zágráb-Károlyváros vasútvonal mellett  fekszik.

## Története
A középkorban ez a terület Oklics várának fennhatósága alá tartozott. A 14. század elején az oklicsi várispánság területét Zágráb vármegyébe olvasztották. A 13. – 14. században Stupnik lakói valószínűleg szabad parasztok voltak. Történetében szerepet játszottak a Cilleiek, akik Szomszédvár és Kerestinec urai voltak. 1437-ből maradt fenn az a Stupnik kastélyában kelt okirat, mely szerint Albeni János zágrábi püspök itteni birtokát a Cilleieknek adja. 1472-ben Frangepán-Henning Dóra stupniki birtokát a zágrábi domonkosoknak adományozta. A 16. század elején Stupnik a szomszédvári uradalom része lett. 1564-ben Tahy Ferenc pozsegai főispán és királyi főlovászmester az uradalommat együtt erővel ragadta el. 1573-ban a felkelt parasztok egy része innen származott, ezért a nemesi sereg bosszúból számos házát felgyújtotta és lerombolta. A parasztsereg vezérei közül a stupniki Franjo Katrić név szerint is ismert. A 16. század végén több birtokosa is volt, majd a  17. század elején újra az oklicsi uradalom része lett. 1615-től az Erdődy család birtoka volt. 1695-ben épült fel a Szent Benedek templom. Trianon előtt Zágráb vármegye Szamobori járásához tartozott. Stupnik községet 1995-ben alapították, 1996 februárjában  választották le a főváros területéről. A falunak 2011-ben 1370 lakosa volt.

## Lakosság
| Lakosság változása | Lakosság változása | Lakosság változása | Lakosság változása | Lakosság változása | Lakosság változása | Lakosság változása | Lakosság változása | Lakosság változása | Lakosság változása | Lakosság változása | Lakosság változása | Lakosság változása | Lakosság változása | Lakosság változása | Lakosság változása |
| ------------------ | ------------------ | ------------------ | ------------------ | ------------------ | ------------------ | ------------------ | ------------------ | ------------------ | ------------------ | ------------------ | ------------------ | ------------------ | ------------------ | ------------------ | ------------------ |
| 1857               | 1869               | 1880               | 1890               | 1900               | 1910               | 1921               | 1931               | 1948               | 1953               | 1961               | 1971               | 1981               | 1991               | 2001               | 2011               |
| 788                | 969                | 1033               | 1186               | 1491               | 1603               | 1627               | 1692               | 1575               | 1690               | 1828               | 1830               | 1917               | 948                | 1184               | 1370               |

## Nevezetességei
Szent Benedek tiszteletére szentelt templomát 1695-ben építették. A helyén korábban egy 1650-ben épült fakápolna állt, amelyet egy 17. század végén a maival helyettesítettek. A templom a település egyik enyhe magaslatának platóján, régi utak kereszteződésében áll. Régen cinterem vette körül. A templom egyhajós épület, a hajónál keskenyebb, sokszög záródású szentéllyel, és a nyugati főhomlokzat előtti két emelet magas és vaskos harangtoronnyal. A torony első emeletén félköríves ablakok, a második emeleten biforámák láthatók, felül pedig piramis alakú toronysisak fedi. A templom bejárata a harangtorony földszintjén található.
Védett műemlék a Donjostupnička 11. szám alatti 1893-ban épült fa lakóház. A hagyományos faház földszintes, hosszúkás téglalap alaprajzú épület. Horvát módon összeerősített, meszelt tölgyfa deszkákból épült. A belső tér három részből áll, bejárattal és egy kis előcsarnokkal. Megmaradt az eredeti ácsmunka és a berendezés egy része is.